# Promises (Def Leppard)
Promises è un singolo del gruppo musicale britannico Def Leppard, il primo estratto dal loro album Euphoria del 1999. Raggiunse il primo posto della Mainstream Rock Songs, diventando il quinto ed ultimo singolo della band a riuscirci. La canzone appare nel secondo disco della raccolta Best of Def Leppard e Rock of Ages: The Definitive Collection, entrambi pubblicati nel 2004. Si tratta di una delle poche canzoni di questo periodo di carriera del gruppo che ha continuato ad esser eseguita nei tour degli anni successivi. Una versione dal vivo è stata inclusa nel live Viva! Hysteria, pubblicato nell'ottobre del 2013.

## Tracce

### CD: Bludgeon Riffola - Mercury / 562 136-2 / Part 1 / UK
Esiste un CD-ROM in cui è presente il videoclip di Promises.
1. Promises (Video)
2. Back in Your Face

### CD: Bludgeon Riffola - Mercury / 562 137-2 / Part 2 / UK
1. Back in Your Face
2. Promises

### CD: Bludgeon Riffola - Mercury / MECD 1012-2 / US
1. Promises
2. Paper Sun

## Classifiche
| Classifica (1999)             | Posizione massima |
| ----------------------------- | ----------------- |
| Stati Uniti (mainstream rock) | 1                 |
| Stati Uniti (pop)             | 38                |